# Helmut Rieder

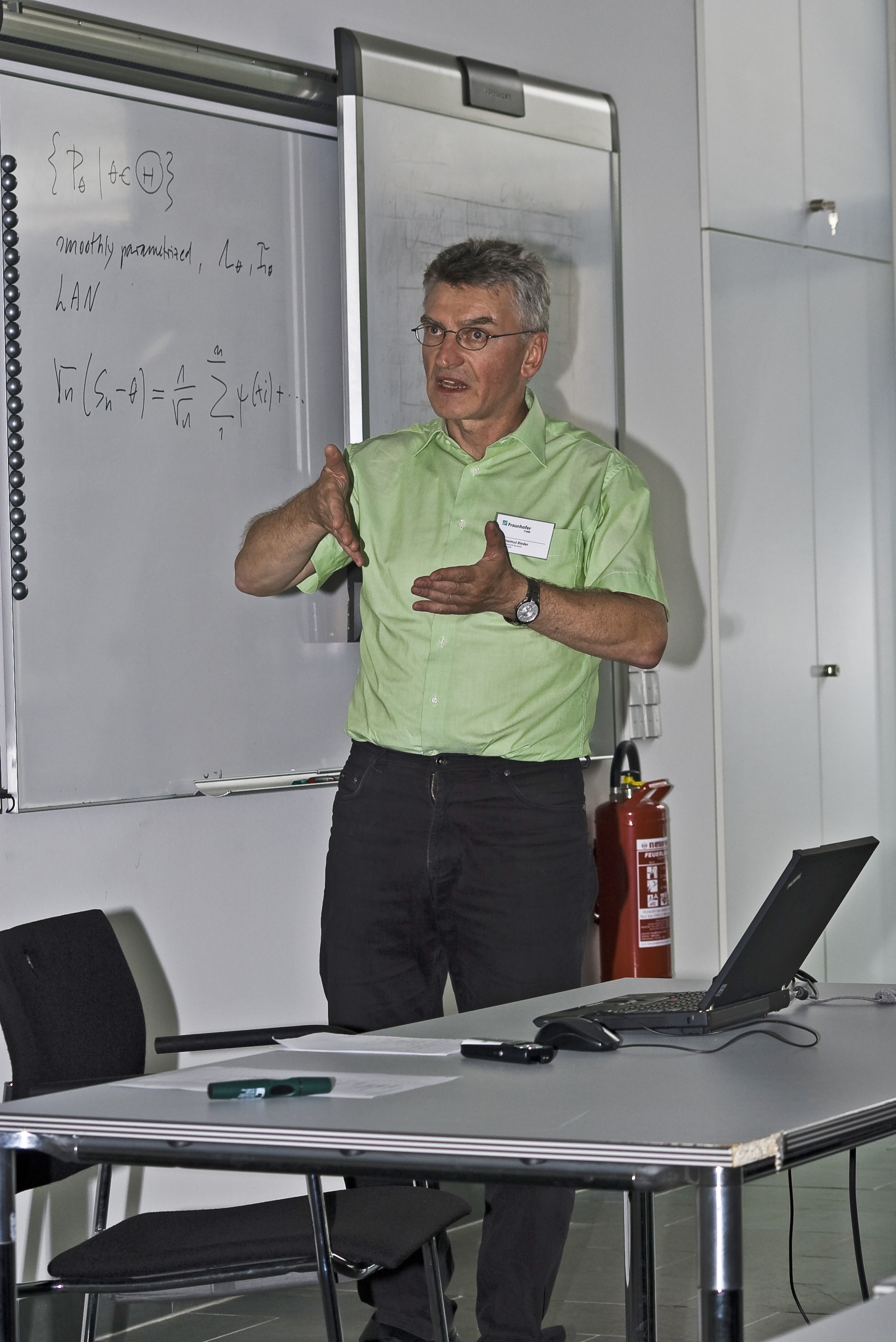
Helmut Rieder, 15. Juli 2011

Helmut Rieder (* 12. Juli 1950 in Kenzingen) ist ein deutscher Mathematiker mit Schwerpunkt Stochastik an der Universität Bayreuth.

## Leben und Wirken
Helmut Rieder wuchs im badischen Ort Heimbach-Teningen auf, wo sein Vater mit dessen Bruder in vierter Generation eine Möbel-Schreinerei führte, die auch Bienenbeuten herstellte. Das Abitur machte er 1969 am Gymnasium in Emmendingen.
Anschließend studierte er als Stipendiat der Studienstiftung des deutschen Volkes an der Universität Freiburg Mathematik. Seine Diplomarbeit 1975 bei Konrad Behnen und Hermann Witting wurde mit dem Gödecke-Forschungspreis ausgezeichnet. 1976 erfolgte die Promotion mit der Dissertation Zur finiten und asymptotischen Theorie robuster Tests.
Als wissenschaftlicher Assistent von Witting wurde Rieder mit einem DFG-Forschungsstipendium freigestellt für einen Aufenthalt 1977–1979 als Research Associate an der University of California, Berkeley. Er war Invited Speaker auf dem Joint Statistical Meeting in San Diego 1978.  Die letzten 3 Monate verbrachte er an der Harvard University bei Peter J. Huber.
Mit Arbeiten zur Robustheit nichtparametrischer Rangverfahren erfolgte 1980 in Freiburg die Habilitation zum Dr. rer. nat. habil. mit Lehrbefugnis für Mathematik. Im WS 1980/81 vertrat Rieder eine Professur an der TH Darmstadt, zum SS 1981 nahm er den Ruf nach Bayreuth an, den Ruf auf einen Lehrstuhl an der Universität Eichstätt gab er zurück.

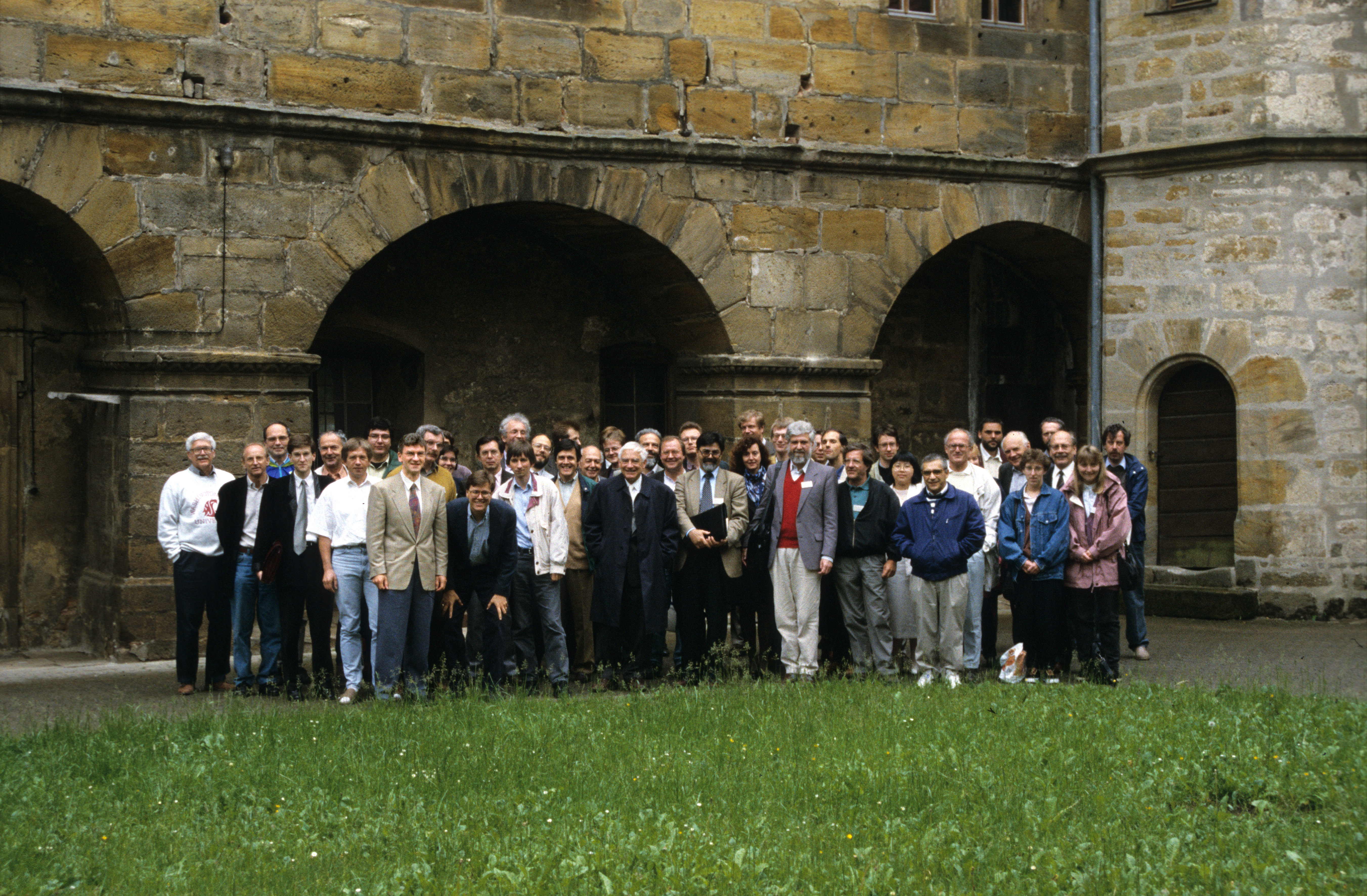
Tagungsteilnehmer auf Schloss Thurnau, 12. Juni 1994

Im Auftrag der Deutschen Mathematiker Vereinigung hielt Rieder 1982 mit Rudolf J. Beran, Berkeley, ein Seminar auf Schloss Mickeln, Düsseldorf, mit unterschiedlichen asymptotischen Ansätzen. Mit Frank R. Hampel, ETH Zürich, leitete er 1984 die Tagung Robust Statistics am Mathematischen Forschungsinstitut Oberwolfach. 1994 organisierte er an der Universität Bayreuth und auf Schloss Thurnau den Workshop Robust Statistics, Data Analysis, and Computer Intensive Methods.
1990–1991 erhielt Rieder eine Gastprofessur am Massachusetts Institute of Technology, Cambridge, USA. 1995–1996 vertrat er den Lehrstuhl für Angewandte Stochastische Prozesse an der LMU, München. 1999 war Rieder Gast am SFB 373 und 475 der HU Berlin bzw. U Dortmund, 2003 an der EPFL, Lausanne, 2005 an der Karls-Universität Prag, und 2013 war er zu einem Gastaufenthalt an der Tsinghua University, Beijing, China.
DFG-Projekte zur robusten Zeitreihenanalyse, zu robusten Varianten des Kalman-Filters und numerischen Algorithmen mündeten in Dissertationen der Mitarbeiter und deren Beiträgen zur Statistik-Software R. In seiner Monographie Robust Asymptotic Statistics (1994) führt Rieder mehrere Ansätze im Rahmen Statistischer Funktionale zusammen. Indem Abweichungen vom idealen Modell als unendlich dimensionaler Nebenparameter interpretiert werden, ergibt in der Arbeit Connections between Semiparametrics and Robustness (2013) die Projektion auf konvexe Tangentenmengen unter anderem einen asymptotischen robusten Test – nach den ersten Arbeiten und der Herleitung im Rahmen des Testens von Funktionalen die allgemeinste asymptotische Version des Minimax-Tests von Huber und Strassen (1973).

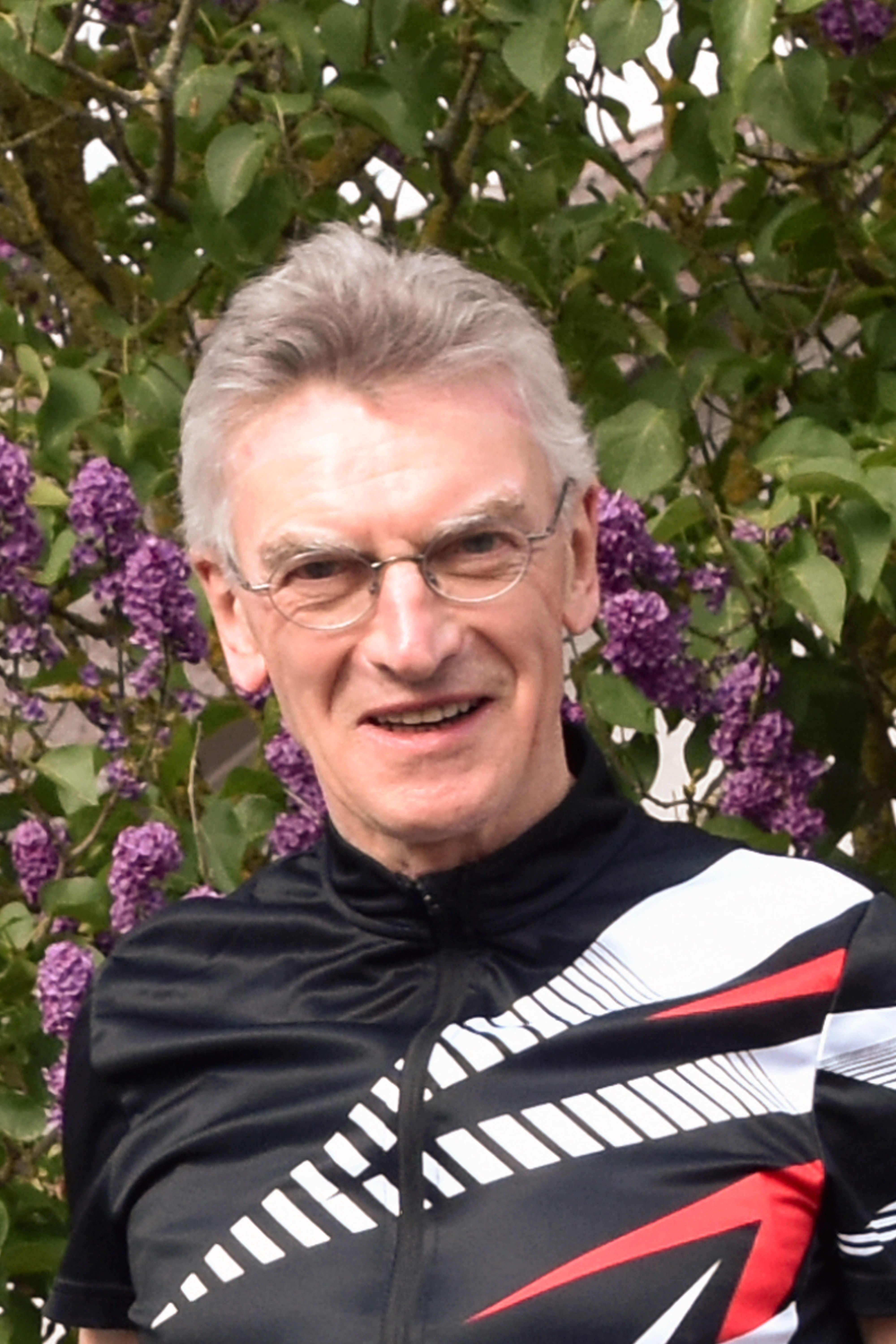
Helmut Rieder (2020)

Als Vater von sechs Kindern hat sich Helmut Rieder auch mit Grundschuldidaktik auseinandergesetzt. Seit 1996 ist er mit einer Juristin verheiratet. Nach der Emeritierung 2016 widmet er sich verstärkt seinen sportlichen und musikalischen Interessen.

## Schriften
Bücher
- Robust Asymptotic Statistics. Springer Series in Statistics, New York (1994).
- Robust Statistics, Data Analysis, and Computer Intensive Methods (Editor). Springer Lecture Notes in Statistics, New York 1996.
- Buchbeitrag: Nonparametric density estimation—mathematical proofs and supplements. Section 3.7, pp 97–115, in Härdle et al.: Non- and semiparametric modeling. Springer Verlag, 1999.

Artikel und Vorträge (Auswahl)
- Least favorable pairs for special capacities. Annals of Statistics (1977) 5 909–921.
- Estimates derived from robust tests. Annals of Statistics (1980) 8 106–115.
- Robustness of one- and two-sample rank tests against gross errors. Annals of Statistics (1981) 9 245–265.
- On local asymptotic minimaxity and admissibility in robust estimation. Annals of Statistics (1981) 9 266–277.
- Continuity properties of rank procedures. Statistics and Decisions (1983) 1 341–369.
- A finite-sample minimax regression estimator. Statistics (1989) 20 211–221.
- Estimation of mortalities. Bl.d.Dt.Ges.Vers.Math. (1996) 22 787–816 und (1997) 23 239–241.
- Neighborhoods as nuisance parameters? Robustness vs. semiparametrics (2000). Discussion Paper Nr. 25, SFB 373, 35 pp. arXiv.org > math > arXiv: 1412.1711.
- (mit P. Ruckdeschel) Short proofs on Lr -differentiability. Statistics and Decisions (2001) 19 419–425.
- One-sided confidence about functionals over tangent cones (2002). Discussion Paper Nr. 26, SFB 373, 30 pp. arXiv.org > math > arXiv: 1412.1701.
- Robust estimation for time series models. EPFL Lausanne 2003.
- (mit P. Ruckdeschel) Optimal influence curves for general loss functions. Statistics and Decisions (2004) 22 201–223.
- (mit M. Kohl und P. Ruckdeschel) The cost of not knowing the radius. Statistical Methods & Applications (2008) 17 13–40.
- (mit R. Hable und P. Ruckdeschel) Optimal robust influence functions in semiparametric regression. Journal Statist. Plan. & Inference (2010) 140 226–245.
- (mit M. Kohl und P. Ruckdeschel) Infinitesimally robust estimation in general smoothly parametrized models. Statistical Methods & Applications (2010) 19 333–354.
- (mit P. Ruckdeschel) Fisher information of scale. Statistics and Probability Letters (2010) 80 1881–1885.
- Connections between Semiparametrics and Robustness, Beijing 2013. arXiv.org> math > arXiv:1306.5461.